# Европско првенство у атлетици на отвореном 1934 — троскок за мушкарце
Такмичење у троскоку у мушкој конкуренцији на 1. Европском првенству у атлетици 1934. у Торину одржано је 9. септембра на Стадиону Бенито Мусолини.

## Земље учеснице
Учествовало је 11 такмичара из 7 земаља.
1. Данска (1)
2. Италија (2)
3. Мађарска (2)
4. Пољска (1)
5. Финска (2)
6. Холандија (1)
7. Шведска (2)

Због малог броја учесника није било квалификација. Сви пријављени су учествовали у финалу.

## Освајачи медаља
|                        |                      |                     |
| Вилем Петерс Холандија | Ерик Свенсон Шведска | Они Рајасари Финска |

## Резултати

### Финале
| Место | Атлетичар         | Земља      | Резултат          | Бел. |
| ----- | ----------------- | ---------- | ----------------- | ---- |
|       | Вилем Петерс      | Холандија  | 14,89             | РЕП  |
|       | Ерик Свенсон      | Шведска    | 14,83             |      |
|       | Они Рајасари      | Финска     | 14,74             |      |
| 4     | Едвард Luckhaus   | Пољска     | 14,54             |      |
| 5     | Тојво Појри       | Финска     | 14,47             |      |
| 6     | Антонио Миланезе  | Италија    | 14,24             |      |
| 7     | Ингвард Андерсен  | Данска     | 14,02             |      |
| 8     | Бо Јунгберг       | Шведска    | 14,01             |      |
| 9     | Лајош Шомло       | ] Мађарска | 13,93             |      |
| 10.   | Шандор Домбровари | Мађарска   | 13,91             |      |
| -     | Фолко Гуљијелми   | Италија    | Непознат резултат |      |